# Fritz Schalk (Politiker)
Friedrich „Fritz“ Schalk (* 27. Februar 1925 in Mutterstadt; † 9. Mai 1996 in Ludwigshafen am Rhein) war ein deutscher Politiker (SPD).

## Leben
Nach dem Besuch der Volksschule in Mutterstadt absolvierte Schalk ab 1939 eine Elektrikerlehre in Ludwigshafen, die er 1942 mit der Gesellenprüfung abschloss. Danach arbeitete er für kurze Zeit als Elektroinstallateur. Er leistete von 1943 bis 1944 Reichsarbeitsdienst, nahm im Anschluss als Soldat am Zweiten Weltkrieg teil und geriet zuletzt in US-amerikanische Gefangenschaft, aus der er 1946 entlassen wurde. Von 1946 bis 1948 arbeitete er als Elektriker. Nach einer Fortbildung an der Akademie der Arbeit in Frankfurt am Main wurde er 1949 Bezirkssekretär der Arbeiterwohlfahrt. Ein Jahr später wurde er DGB-Kreisvorsitzender von Pirmasens und von 1957 bis 1979 war er DGB-Vorsitzender und -Geschäftsführer in Ludwigshafen am Rhein. Des Weiteren fungierte er als Vorstandsvorsitzender der AOK Ludwigshafen.
Schalk trat 1946 in die SPD ein und die IG Metall ein. Er war Vorsitzender des SPD-Ortsvereins Mutterstadt und Vorstandsmitglied des SPD-Bezirks Pfalz. 1964 wurde er erstmals in den Stadtrat von Ludwigshafen gewählt, dem er bis 1989 angehörte. Von 1971 bis 1987 war er Abgeordneter im Rheinland-Pfälzischen Landtag. Im Landtag war er von 1971 bis 1983 Mitglied des Ausschusses für Wirtschaft und Verkehr und von 1975 bis 1979 sowie erneut von 1983 bis 1987 Mitglied des Innenausschusses.

## Auszeichnungen
- 1979: Verdienstkreuz 1. Klasse der Bundesrepublik Deutschland